# Groupe socialiste (Conseil de l'Europe)
Pour les articles homonymes, voir Groupe socialiste.
Le groupe des socialistes, démocrates et verts est un groupe parlementaire de l'Assemblée parlementaire du Conseil de l'Europe.

## Composition

### Présidence
| Poste     | Nom           | Pays      |
| --------- | ------------- | --------- |
| Président | Frank Schwabe | Allemagne |

### Membres
Le groupe est actuellement composé de 148 membres et qui comprend pour l'essentiel des partis de gauche souvent membres du Parti socialiste européen comme les Sociaux-démocrates allemands ou le Parti socialiste français. Il comprend également des partis écologistes membres du Parti vert européen comme GRÜNEN en Allemagne.